# Озеров, Фёдор Петрович
Фёдор Петро́вич О́зеров (6 февраля 1899, Клишино, Льговский уезд, Курская губерния, Российская империя — 18 ноября 1971, Москва, СССР) — советский военный деятель, генерал-лейтенант (25 сентября 1943 года).

## Начальная биография
Фёдор Петрович Озеров родился 6 февраля 1899 года в деревне Клишино ныне Льговского района Курской области.

## Военная служба

### Гражданская война
В октябре 1918 года призван в ряды РККА и направлен красноармейцем в 34-й запасной стрелковый полк, дислоцированный в Брянске, а в декабре того же года — на учёбу на 3-е Московские пехотные командные курсы, после окончания которых в сентябре 1919 года назначен на должность инструктора для поручений при командире батальона в составе 69-го стрелкового полка (8-я стрелковая дивизия). В январе 1920 года Озеров направлен на учёбу на повторные курсы командного состава 16-й армии, после окончания которых в апреле того же года вернулся в 69-й стрелковый полк, в составе которого, находясь на должностях командира роты и батальона, принимал участие в боевых действиях в районе Бобруйска и Свислочи и на минском и варшавском направлениях на Западном фронте в ходе советско-польской войны. В районе города Пружаны был ранен.
После выздоровления принимал участие в боевых действиях против вооружённых формирований под командованием С. Н. Булак-Балаховича, Павловского, Короткевича и других на территории Бобруйского, Мозырского и Игуменского уездов Минской губернии.

### Межвоенное время
В августе 1921 года направлен на учёбу на курсы «Выстрел», после окончания которых в августе 1923 года назначен на должность командира роты в составе Харьковской Центральной военно-политической школы. В декабре того же года переведён на аналогичную должность в Харьковскую военно-политическую школу имени Совнаркома Украины, которая в сентябре 1924 года передислоцирована в Ленинград, где расформирована, вследствие чего Озеров назначен на должность командира роты Ленинградской военно-топографической школы.
В марте 1926 года назначен на должность командира роты в составе 58-го стрелкового полка, а в апреле 1927 года — на должность командира батальона в составе 59-го стрелкового полка в 20-й стрелковой дивизии.
В октябре 1928 года направлен на учёбу на подготовительные курсы при Военно-политической академии РККА, после окончания которых в 1929 году поступил на основной факультет Военной академии имени М. В. Фрунзе, после окончания которой в марте 1932 года направлен в штаб Белорусского военного округа назначен на должность помощника начальника сектора, а в марте 1936 года — на должность начальника 3-го отделения 1-го отдела.
В октябре 1936 года Озеров направлен на учёбу в Академию Генерального штаба РККА, где учился на ставшем позднее знаменитым «маршальском курсе» (на нём учились 4 будущих Маршалов Советского Союза, 6 генералов армии, 8 генерал-полковников, 1 адмирал). Однако после окончания первого курса в 1937 году приказом наркома обороны зачислен в адъюнктуру при этой же академии, после окончания которой приказом наркома обороны Ф. П. Озерову были присвоены права окончившего эту же академию с оставлением на преподавательской работе.
В октябре 1939 года назначен на должность начальника штаба 2-го стрелкового корпуса, который в июле 1940 года был передислоцирован в район г. Либава (Прибалтийский военный округ).
В сентябре 1940 года Озеров назначен на должность командира 5-й стрелковой дивизии (16-й стрелковый корпус, 11-я армия, Прибалтийский военный округ).

### Великая Отечественная война
С началом войны дивизия под командованием Ф. П. Озерова вела тяжёлые оборонительные боевые действия в районе западнее Каунаса, а затем отступала по направлению на Вильнюс, где попала в окружение, из которого вышла 26 июня.
В августе 1941 года назначен на должность начальника штаба 34-й армии, однако уже 24 сентября был освобождён от занимаемой должности с назначением командиром 898-го стрелкового полка в составе 245-й стрелковой дивизии за «необеспечение намеченной боевой операции».
2 октября 1941 года Озеров назначен на должность командира 245-й стрелковой дивизии, которая в период с января по март 1942 года в рамках Демянской наступательной операции принимала участие в боевых действиях в районе Демянска.
В марте 1942 года назначен на должность коменданта 90-го укреплённого района, а 22 мая того же года — на должность командующего 27-й армией, которая вела оборонительные боевые действия восточнее Старой Руссы. Приказом Ставки Верховного Главнокомандования № 073 от 29 января 1943 года генерал-майор Фёдор Петрович Озеров освобождён от занимаемой должности и зачислен в распоряжение НКО.
В апреле Озеров был включён в состав группы офицеров при Маршале Советского Союза Г. К. Жукове для организации обороны на Курской дуге, в июне назначен генералом для особо важных поручений при Маршале Советского Союза С. К. Тимошенко, а 25 июня 1943 года — на должность начальника штаба Волховского фронта, находясь на которой, принимал участие в планировании боевых действий в районе Ленинграда. В период с января по февраль 1944 года Ф. П. Озеров умело руководил планированием и подготовкой Новгородско-Лужскои операции, в ходе которой войска фронта освободили Великий Новгород и во взаимодействии с Ленинградским и 2-м Прибалтийским фронтами нанесли тяжёлое поражение группе армий «Север» противника.
В связи с расформированием Волховского фронта генерал-лейтенант Озеров в марте 1944 года назначен на должность начальника штаба 18-й армии, которая принимала участие в боевых действиях в ходе Проскуровско-Черновицкой и Львовско-Сандомирской наступательных операциях и форсировании реки Южный Буг.
В сентябре 1944 года назначен на должность начальника штаба 50-й армии, после чего принимал участие в проведении операций по освобождению Белоруссии и Польши.
В феврале 1945 года генерал-лейтенант Фёдор Петрович Озеров назначен на должность командующего 50-й армией, которая принимала участие в боевых действиях в ходе Восточно-Прусской наступательной операции, прорыве глубоко эшелонированной обороны противника в районе Мазурских озёр, а также освобождении городов Нойендорф, Вормдитт, Мельзак и Кёнигсберг. С апреля 1945 года исполнял должность начальника гарнизона Кёнигсберга.

### Послевоенная карьера
В июле 1945 года назначен на должность начальника штаба Смоленского военного округа.
В июле 1946 года направлен в Высшую военную академию имени К. Е. Ворошилова, где назначен на должность заместителя начальника, а в апреле 1948 года — на должность начальника кафедры тактики высших соединений.
В январе 1954 года генерал-лейтенант Фёдор Петрович Озеров вышел в запас по болезни. Умер 18 ноября 1971 года в Москве. Похоронен на Новодевичьем кладбище, урна с прахом в колумбарии секция 129-5-1

## Семья
- Жена — Ольга Алексеевна Озерова (урожд. Блохина; 1898—1970)
  - Сын — Владимир Федорович Озеров (1922—1943), младший лейтенант, летчик, погиб на фронте

Ф. П. Озеров и генерал-лейтенант Александр Васильевич Сухомлин приходились друг другу свояками — они были женаты на родных сестрах.

## Воинские звания
- Генерал-майор (7 октября 1941 года);
- Генерал-лейтенант (25 сентября 1943 года).

## Награды
- Два ордена Ленина (21.02.1945, 29.06.1945)[4];
- Три ордена Красного Знамени (31.08.1941, 3.11.1944, 20.06.1949);
- Орден Суворова I (10.04.1945) и II (25.08.1944) степеней;
- Орден Кутузова I степени (21.02.1944);
- Орден Богдана Хмельницкого I степени (29.05.1944);
- Медали[5].